# سفارة كوبا لدى السعودية
سفارة كوبا لدى السعودية هي الممثلية الدبلوماسية العليا لدولة كوبا لدى المملكة العربية السعودية. تقع السفارة في حي العليا في الرياض.